# Publiek goed (Belgisch recht)
Een publiek goed of domeingoed is in het goederenrecht een goed dat toebehoort aan de overheid. De domeingoederen zijn opgedeeld in het privaat domein en het openbaar domein.
Het statuut van domeingoederen wordt in het domeingoederenrecht ook bestudeerd in het bestuursrecht. Daar wordt een verklaring gegeven voor het uitzonderingsregime van de goederen van de overheid. Zo moeten besturen altijd rekening houden met het algemeen belang. Sommige goederen van de overheid genieten een grotere bescherming dan andere en daarop zijn strengere regels van toepassing. Het verdere onderscheid tussen domeingoederen in het privaat domein en in het openbaar domein laat dat toe.